# 加減圧係員
加減圧係員（かげんあつかかりいん）とは高気圧業務特別教育を修了した者。

## 概要
- 気閘室への送気又は気閘室からの排気の調節を行うバルブ又はコックの操作

## 受講資格
- 満18歳以上

## 特別教育
- 特別教育は各事業所（企業等）又は都道府県労働局長登録教習機関において行われる。
- 告示で規定された履修時間は12時間（以上）となっている。

### 講習科目
- 学科

1. 圧気工法の知識に関すること。
2. 加圧及び減圧並びに換気の仕方に関すること。
3. 高気圧障害の知識に関すること。
4. 関係法令

- 実技

1. 加圧及び減圧並びに換気に関する実技